# Boulemane
Boulemane (en berbère: Takuct, ⵜⴰⴽⵓⵛⵜ; en arabe: بولمان) est une ville du Maroc. Elle est située dans la région de Fès-Meknès. Il s’agit de la ville la plus haute du Maroc avec ses 2 029 mètres d’altitude, ce nom désigne en dialecte amazigh du Moyen Atlas 'celle qui appartient à Akuc'. Elle est le chef-lieu de la tribu des Aït Seghrouchen, une tribu zénète.

## Culture

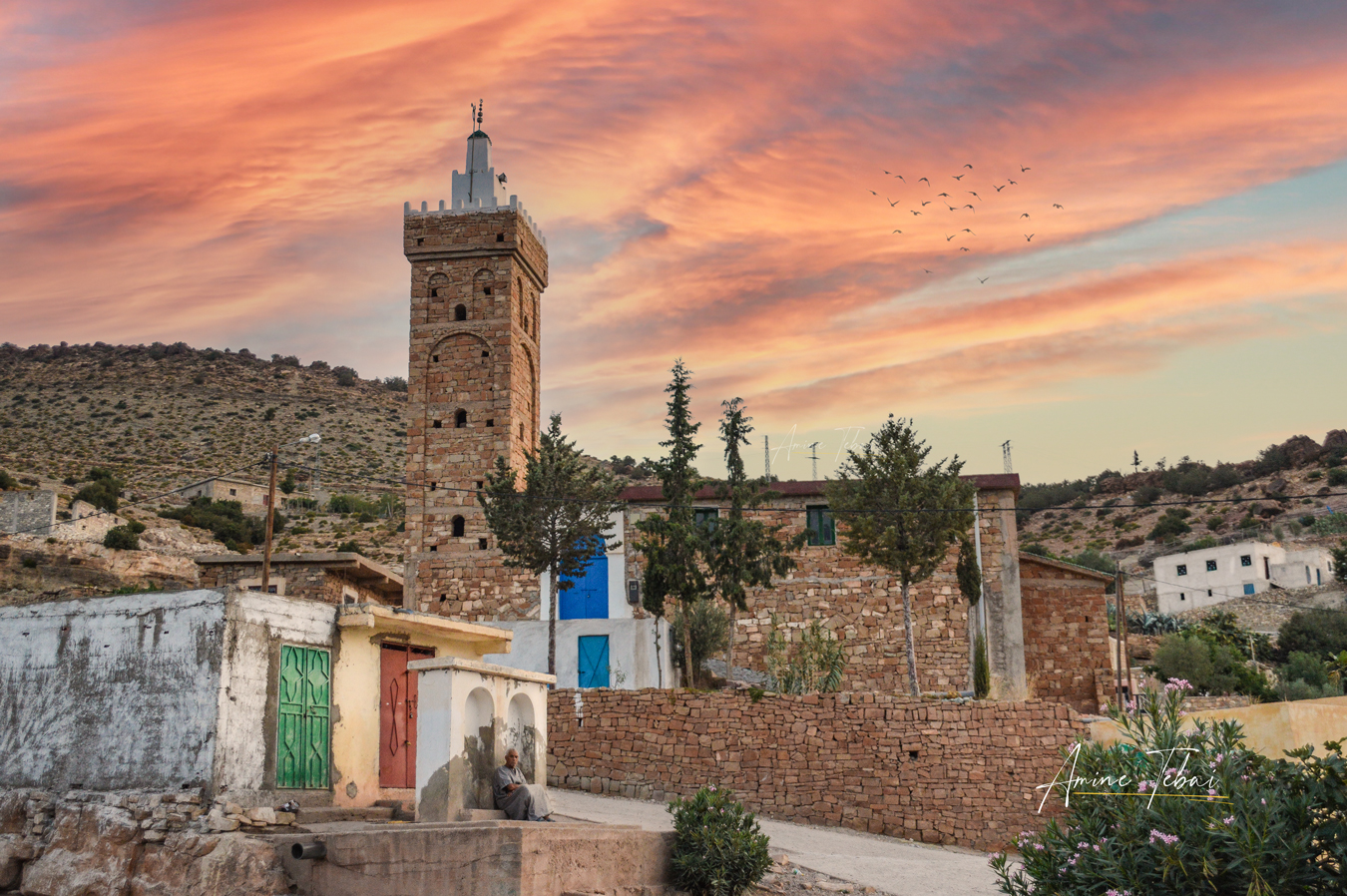
Kasbah Taferdoust.

### Sources
- (en) Boulemane sur le site de Falling Rain Genomics, Inc.